# ناحیه گوس لیک (شهرستان گراندی، ایلینوی)
ناحیه گوس لیک (به انگلیسی: Goose Lake Township) یک منطقهٔ مسکونی در ایالات متحده آمریکا است که در شهرستان گراندی، ایلینوی واقع شده‌است. ناحیه گوس لیک ۱۵۷ متر بالاتر از سطح دریا واقع شده‌است.